# Ziv Kalontarov
Ziv Kalontarov (hebreiska: זיו קלונטרוב), född 15 januari 1997, är en israelisk simmare.
Kalontarov tävlade i två grenar (50 meter frisim och 100 meter frisim) för Israel vid olympiska sommarspelen 2016 i Rio de Janeiro.